# Мартін-Мігель
Мартін-Мігель (ісп. Martín Miguel) — муніципалітет в Іспанії, у складі автономної спільноти Кастилія-і-Леон, у провінції Сеговія. Населення — 270 осіб (2010).
Муніципалітет розташований на відстані близько 75 км на північний захід від Мадрида, 11 км на захід від Сеговії.

## Демографія
Динаміка населення (INE ):